# Mohamed Nasheed
Mohamed Hussain Shareef Nasheed (em divehi:  މުހައްމަދު ނަޝީދު; nacido em Malé, 17 de maio de 1967) é um político, foi presidente da República das Maldivas, de 2008 até 2012.
Fundador Partido democrático das Maldivas, Nasheed foi eleito presidente em outubro de 2008 derrotando o então presidente no poder há 30 anos, Maumoon Abdul Gayoom, no segundo turno das eleições. Foi empossado em 11 de novembro de 2008.
Nasheed é vulgarmente chamado nas Maldivas de Anni. Foi um duro crítico de Gayoom e suas políticas. Devido às suas críticas ao governo, ao longo dos anos foi preso e condenado várias vezes.

## Educação
Nasheed frequentou a Majeediyya School nas Maldivas, entre 1971 e 1981, e continuou seus estudos secundários na Overseas School of Colombo, entre 1981-1982, até completar o seu Ordinary Level. Em agosto de 1982, mudou-se para o Reino Unido, onde concluiu o ensino secundário na Escola Dauntsey's em Wiltshire, após o que mudou-se para o norte de Liverpool, onde passou três anos. Formou-se como Bacharel em Artes em Estudos Marítimos na Universidade John Moores em Liverpool.

## 1990-2003
Nasheed foi preso por um artigo político na revista Sangu, publicado em 1990, no qual alegou que o governo das Maldivas havia defraudado as eleições de 1989, no cômputo geral. Devido a isso, tornou-se para a Amnistia Internacional um prisioneiro de consciência em 1991.
Depois de ter sido mantido em confinamento solitário e torturado, foi acusado de reter informações sobre uma trama de bombardeio. Em 8 de abril de 1992, ele foi condenado a três anos de prisão em virtude dessa acusação. Foi solto em junho de 1993, mas novamente detido em 1994 e 1995. Em 1996 foi sentenciado a dois anos de prisão por um artigo que tinha escrito sobre as eleições de 1994.

## Partido Democrático das Maldivas
Em novembro de 2003, Nasheed deixou as Maldivas e juntou-se Mohamed Latheef para ajudar a estabelecer o Partido Democrático das Maldivas (MDP), no exílio no Sri Lanka e no Reino Unido. Foi reconhecido como refugiado político pelo governo britânico em 2004. Após cerca de 18 meses em exílio auto-proclamado, Nasheed voltou a Malé em 30 de abril de 2005.
Depois de voltar para as Maldivas, começou a promover o MDP antes de ter sido oficialmente reconhecido pelo Governo. Com a decisão de permitir partidos políticos nas Maldivas, em 2 de junho de 2005, e com o reconhecimento oficial da existência do MDP, Nasheed acelerou suas campanhas. Fez várias viagens pelos atóis das Maldivas e por países vizinhos, em nome do partido.
Em 12 de agosto de 2005, Nasheed foi preso novamente, quando estava sentado no centro da Praça da República em Malé, com os apoiantes de MDP, para marcar o segundo aniversário da "sexta-feira negra". A sua prisão provocou agitação civil, em Malé e alguns outros atóis. Após a prisão, o porta-voz do governo Mohamed Hussain afirmou que Nasheed teria dito aos jornalistas que tinha sido detido por "sua própria segurança". No entanto, em 22 de agosto de 2005, o Estado anunciou que Nasheed estava a ser acusado de terrorismo.

## Eleições Presidenciais de 2008
Nasheed foi o candidato do Itthihaad MDP, juntamente com Mohammed Hassan Waheed o vice-candidato presidencial em outubro de 2008. Foi a primeira vez que o país realizou uma eleição presidencial multipartidária pelo voto popular. No primeiro turno, Nasheed e Waheed ficaram em segundo lugar com 44 293 votos (24,91%), ficando logo atrás do incumbente Maumoon Abdul Gayoom do partido Dhivehi Rayyithunge Party (DRP), que obteve 71 731 votos (40,34%). Na segunda rodada, Nasheed e Waheed foram apoiados pelos candidatos derrotados no primeiro turno, conseguindo ganhar 54,25% dos votos contra 45,75% de Gayoom.
Após as eleições, Nasheed e Waheed foram empossados como presidente e vice-presidente das Maldivas em 11 de novembro de 2008, em especial sessão do Povo Majlis em Dharubaaruge.

## Políticas
No que diz respeito à ameaça para as ilhas muito baixas por mudanças no nível do mar causado pelo aquecimento global, em março de 2009, o presidente Nasheed prometeu dar o exemplo, fazendo as Maldivas neutras em emissão de carbono numa década, movendo-se graças à energia eólica e energia solar. Argumentou que o custo da mudança não seria maior do que as Maldivas já gastam em energia. Como parte de uma ampla campanha pela campanha internacional de ONGs ambientais 350.org. Para divulgar as ameaças das mudanças climáticas e seus efeitos sobre as Maldivas, Nasheed presidiu à primeira reunião do mundo feita debaixo de água em 17 de outubro de 2009, ao largo da ilha de Girifushi com os participantes da reunião subaquática a usar fatos de mergulho.

## Prêmios e homenagens

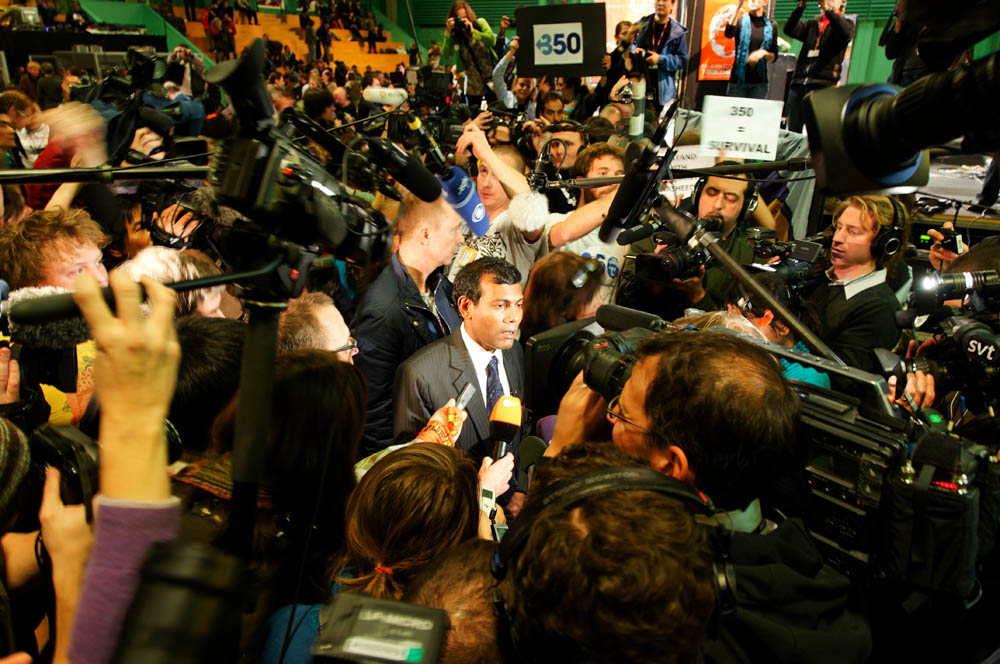
Presidente Nasheed durante a Conferência sobre as Alterações Climáticas de Copenhaga

Em Maio de 2009, Nasheed foi presenteado com o Prêmio pela Iniciativa do Cultivo de Coral pelo Huvafen Fushi Resort e Spa Subaquática das Maldivas, em reconhecimento da sua participação ativa no cultivo de coral no berçário da estância, bem como por seus esforços em criar uma maior consciência sobre a impacto das alterações climáticas nas Maldivas.
Em junho de 2009, o Anna Lindh Memorial Fund adjudicado Nasheed, de 2009 Anna Lindh Award para o papel fundamental que desempenhou em levar a democracia para as Maldivas e em reconhecimento do seu esforço a nível mundial para destacar os perigos da climáticas mudança, trazendo as pessoas e os seus direitos humanos no centro do debate.

Em setembro de 2009, na estreia mundial de "Age of Stupid" Nasheed foi presenteado com um galardão "não é estúpido" por seus esforços para combater as alterações ao clima nas Maldivas e anunciar o primeiro estado neutral em emissões de carbono do mundo. No mesmo mês, revista "Time"chamado Nasheed # 1 em "Líderes e Visionários categoria" em sua lista anual de "Heroes do Meio Ambiente (2009 )".
No Dia da Terra de 2010, Nasheed foi premiado com o Prémio Campeões da Terra, o prêmio mais prestigiado das Nações Unidas e do ambiente em um evento de gala em Seul, Coreia do Sul, durante o Business for Global Environment Summit (B4E). A cimeira foi assistida por mais de 1000 representantes de empresas, governo e sociedade civil. De acordo com um comunicado de imprensa do Programa das Nações Unidas para o Meio Ambiente, o prêmio foi dado em reconhecimento de Nasheed, sendo "uma voz veículada para os mais vulneráveis e pobres a enfrentarem os desafios do aquecimento global, e também um político que está apresentando para o resto do mundo como uma transição para a neutralidade climática pode ser alcançada e como todas as nações, não importa quão grande ou pequena, podem contribuir http://www.unep.org/Documents ".

## Tumultos políticos na presidência
Em 29 de Junho, os treze ministros do gabinete de Nasheed renunciaram em bloco, em protesto contra o comportamento de deputados da oposição que disseram que eram os poderes do Executivo "sequestro", tornando impossível para o gabinete de ministros o desempenho das suas funções constitucionais e a entrega do manifesto do governo. Os ministros convidam o Presidente para investigar por que alguns deputados estavam bloqueando o trabalho do governo, citando acusações de corrupção no Parlamento.
Em 7 de julho, o presidente Nasheed reconduziu todos os treze ministros do Gabinete de forma inconstitucional, em cerimônia realizada no gabinete do presidente em Malé. De acordo com a constituição, a nomeação dos ministros exige a aprovação do parlamento, mas o desrespeito à Constituição foi aprovado.
Falando em uma conferência de imprensa realizada logo após a apresentação dos ministros com suas cartas de nomeação, o presidente Nasheed disse que seu governo iria "trabalhar para cumprir as suas promessas para o povo das Maldivas".
O presidente observou que o governo investigou as razões pelas quais os membros do gabinete demitiram-se e da polícia ter tomado as medidas adequadas. O presidente reiterou que apenas um pequeno número de deputados estão implicados na alegada corrupção. "A reputação da República Popular das Maldivas não deve ser manchada por acusações de corrupção contra poucos parlamentares", disse o presidente. No entanto muitos afirmam que o único motivo para sua prisão foi para ganhar a maioria do Parlamento, mantendo-os sob prisão domiciliar e impedindo-os a assistir às reuniões do Parlamento e de aprovar leis como ele deseja.

## Detenção em 2015
Mohamed Nasheed foi detido em fevereiro de 2015 e arrastado em público para um tribunal de Malé, onde irá responder por crimes de terrorismo, tendo sofrido ferimentos ligeiros durante o incidente.
Em causa está uma ordem de detenção contra um juiz decretada em 2012 pelo então chefe de Estado. O magistrado, Abdullah Mohamed, que liderava a máxima instância de justiça criminal das ilhas, era suspeito de corrupção. Nasheed acabou por se demitir nesse ano perante um levantamento da polícia e das forças armadas, no que foi então descrito por observadores como um golpe militar.